# Isabel Carrasco
Pour les articles homonymes, voir Carrasco.
Isabel Carrasco, née le 4 mars 1955 à Campo y Santibáñez, dans la province de León, et morte le 12 mai 2014 à León, est une femme politique espagnole.

## Assassinat
Le 12 mai 2014, Isabel Carrasco est assassinée par balles à León,,.

## Enquête et jugement
Dans les heures qui suivent le meurtre, trois suspectes sont arrêtées. Il apparait qu'elles ont agi par vengeance personnelle à la suite du licenciement de l'une d'elles qui travaillait pour Isabel Carrasco. La femme ayant tiré affirme avoir été harcelée par la politicienne. En janvier 2016, les trois femmes sont jugées à Leon et reconnues coupables d'assassinat pour l'une d'elles, de complicité pour les deux autres.